# Amit Hechter

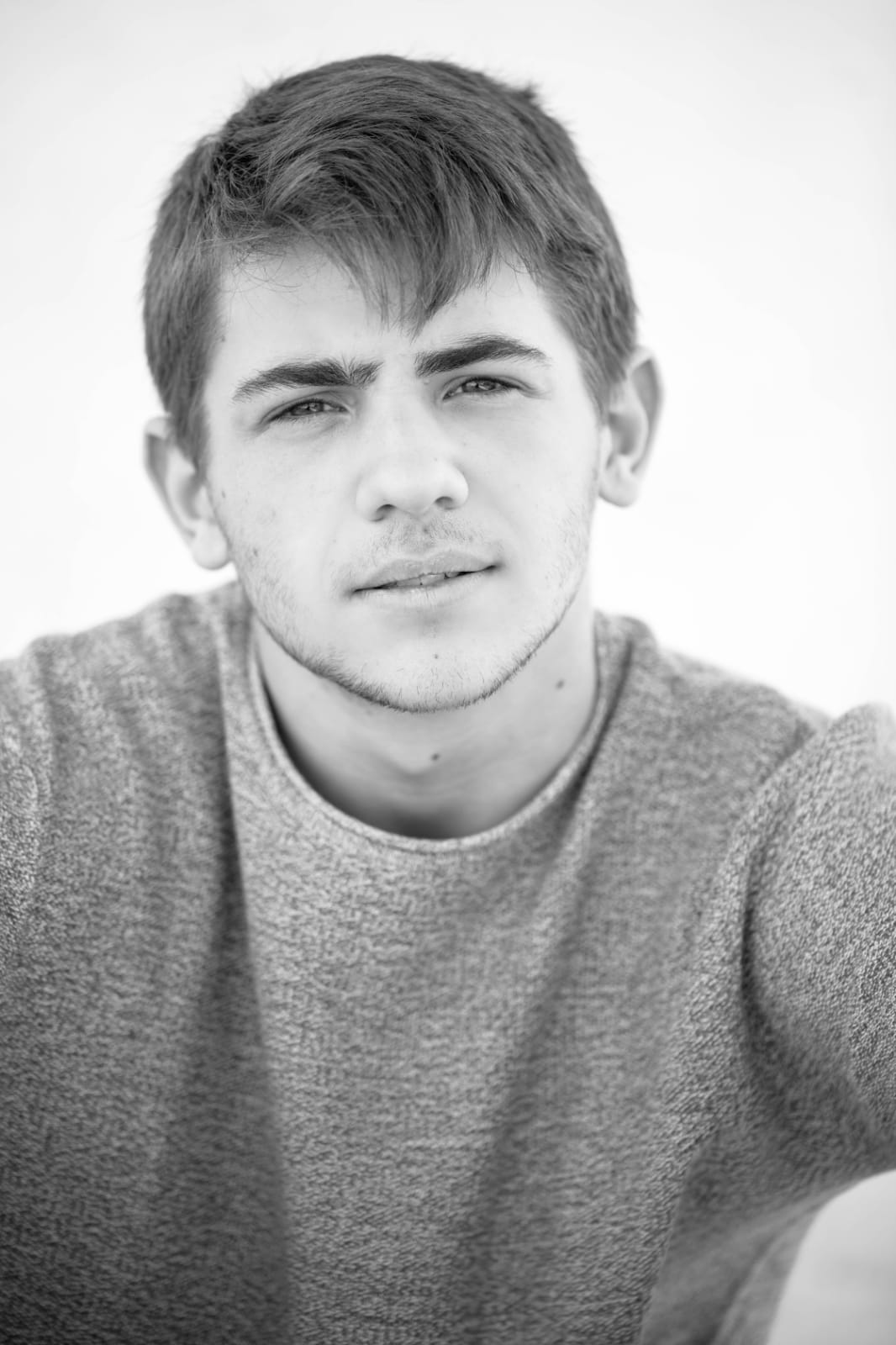
Amit Hechter

Amit Hechter (hebräisch עמית הכטר; * 30. September 2003) ist ein israelischer Schauspieler.

## Leben und Karriere
Hechter wurde am 30. September 2003 geboren. Er besuchte die Morar High School in Modiʿin. Seinen Wehrdienst machte er bei der IDF.  Er gab sein Debüt 2016 in dem Film Medinat hagamadim.
Von 2017 bis 2018 war er in der Serie Beit HaKlavim zu sehen. Zwischen 2020 und 2023 bekam er in der Serie Spyders eine Hauptrolle. 2023 spielte Hechter in DreaMars mit.

## Filmografie (Auswahl)
Filme
- 2016: Medinat hagamadim

Serien
- 2017–2018: Beit HaKlavim
- 2020–2023: Spyders
- 2023: DreaMars